# آی‌ان‌اس خندری (اس۲۲)
آی‌ان‌اس خندری (اس۲۲) (به انگلیسی: INS Khanderi (S22)) یک زیردریایی بود که طول آن ۹۱٫۳ متر (۲۹۹ فوت ۶ اینچ) بود. این زیردریایی در سال ۱۹۶۸ ساخته شد.